# Tiro esportivo nos Jogos Europeus de 2019
As competições de tiro esportivo nos Jogos Europeus de 2019 foram disputadas no Centro de Tiro e no Clube Sporting, ambas em Minsk, na Bielorrússia, entre 22 a 28 de junho de 2019. Foram realizadas 19 modalidades. Os vencedores em cada uma das 12 provas individuais garantiram vaga para os Jogos Olímpicos de Verão de 2020.

## Calendário
| Junho          | 21 | 22 | 23 | 24 | 25 | 26 | 27 | 28 | 29 | 30 |
| -------------- | -- | -- | -- | -- | -- | -- | -- | -- | -- | -- |
| Tiro esportivo |    | 2  | 4  | 2  | 1  | 2  | 4  | 3  | 1  |    |

|  | Dia de competição |  | Dia de final |

## Qualificação
Os 24 atletas melhores classificados nas provas individuais nas listas de classificação europeias em 31 de dezembro de 2018 qualificaram uma vaga de cota para seus CONs, respeitando a cota máxima alocada por CON por evento. Os participantes em provas de equipes mistas foram atletas habilitados a participar de provas individuais.
| Nacionalidade            | Masculino | Masculino | Masculino | Masculino | Masculino | Masculino | Feminino | Feminino | Feminino | Feminino | Feminino | Feminino | Misto  | Misto  | Misto  | Misto  | Misto  | Misto  | Misto  | Total atletas |
| Nacionalidade            | AR 60     | FR 3x40   | AP 60     | RFP       | TR 125    | SK 125    | AR 60W   | R 3x40   | AP 60W   | SP       | TR 125W  | SK 125W  | AR MIX | RP MIX | AP MIX | SP MIX | FP MIX | TR MIX | SK MIX | Total atletas |
| ------------------------ | --------- | --------- | --------- | --------- | --------- | --------- | -------- | -------- | -------- | -------- | -------- | -------- | ------ | ------ | ------ | ------ | ------ | ------ | ------ | ------------- |
| ALB Albânia              |           |           | 1         |           |           |           |          |          | 1        | 1        |          |          |        |        | 1      |        |        |        |        | 2             |
| AND Andorra              |           |           |           |           |           |           | 1        |          |          |          |          |          |        |        |        |        |        |        |        | 0             |
| ARM Armênia              | 1         | 1         |           |           |           |           | 1        |          |          |          |          |          | 1      |        |        |        |        |        |        | 2             |
| AUT Áustria              | 2         | 2         | 1         | 1         |           |           | 2        | 2        | 1        | 1        |          |          | 2      | 2      | 1      | 1      |        |        |        | 7             |
| AZE Azerbaijão           |           |           | 1         | 1         |           | 1         |          |          | 1        | 1        |          | 2        |        |        | 1      | 1      |        |        | 1      | 6             |
| BLR Bielorrússia         | 2         | 2         | 2         |           | 1         | 1         | 2        | 2        | 2        | 2        |          |          | 2      | 2      | 2      | 2      | 2      |        |        | 10            |
| BEL Bélgica              |           |           |           |           | 2         |           |          |          |          |          |          |          |        |        |        |        |        |        |        | 2             |
| BIH Bósnia e Herzegovina | 1         |           |           |           |           |           |          |          |          |          |          |          |        |        |        |        |        |        |        | 1             |
| BUL Bulgária             | 1         | 1         | 1         | 1         |           |           |          |          | 2        | 2        |          |          |        |        | 1      | 2      |        |        |        | 5             |
| CRO Croácia              | 2         | 1         |           |           | 2         |           | 2        | 2        |          | 1        |          |          | 2      | 1      |        |        |        |        |        | 7             |
| CYP Chipre               |           |           |           |           | 1         | 2         |          |          |          |          | 1        | 2        |        |        |        |        |        | 1      | 2      | 6             |
| CZE Chéquia              | 2         | 2         | 1         | 2         | 2         | 2         | 2        | 2        | 1        | 2        | 2        | 2        | 2      | 2      | 1      | 1      |        | 2      | 2      | 17            |
| DEN Dinamarca            | 2         | 2         | 1         |           |           | 2         | 2        | 2        |          |          |          |          | 2      | 2      |        |        |        |        |        | 9             |
| EST Estônia              |           |           | 1         | 1         |           |           | 1        | 1        |          |          |          |          |        |        |        |        |        |        |        | 2             |
| FIN Finlândia            | 1         | 1         |           |           | 1         | 2         | 2        | 2        |          |          | 2        | 1        | 1      | 1      |        |        |        | 1      | 1      | 9             |
| FRA França               | 2         | 2         | 2         | 2         | 2         | 2         | 1        | 2        | 2        | 2        | 2        | 2        | 1      | 1      | 2      |        |        | 2      | 2      | 20            |
| GEO Geórgia              |           |           | 1         |           |           |           |          |          | 2        | 1        |          |          |        |        | 1      |        | 1      |        |        | 3             |
| GER Alemanha             | 2         | 1         | 2         | 2         | 2         | 1         | 2        | 2        | 2        | 2        | 2        | 2        | 2      | 2      | 2      | 2      |        | 2      | 1      | 21            |
| GBR Grã-Bretanha         |           |           | 1         | 2         | 2         | 2         | 1        | 2        |          |          | 2        | 2        |        |        |        |        |        | 2      | 2      | 8             |
| GRE Grécia               |           |           | 1         |           |           | 1         |          |          | 2        | 1        |          |          |        |        | 1      | 1      | 1      |        |        | 4             |
| HUN Hungria              | 2         | 2         |           | 1         |           |           | 1        | 1        | 2        | 2        |          | 1        | 1      | 1      |        |        |        |        |        | 7             |
| ISL Islândia             |           |           | 1         |           |           | 1         |          |          |          |          |          |          |        |        |        |        |        |        |        | 2             |
| IRL Irlanda              |           |           |           |           | 1         |           |          |          |          |          | 1        |          |        |        |        |        |        | 1      |        | 2             |
| ISR Israel               | 1         |           |           |           |           |           | 1        | 1        |          |          |          |          | 1      |        |        |        |        |        |        | 2             |
| ITA Itália               | 2         | 2         | 2         | 2         | 2         | 2         | 2        | 2        | 2        | 2        | 2        | 2        | 2      | 1      | 2      |        |        | 2      | 2      | 19            |
| LAT Letônia              |           |           | 1         |           |           |           |          |          | 1        | 1        |          |          |        |        | 1      | 1      | 1      |        |        | 2             |
| LTU Lituânia             | 1         | 1         |           |           |           | 1         |          |          | 2        | 2        |          | 1        |        |        |        |        |        |        | 1      | 5             |
| LUX Luxemburgo           |           |           |           |           | 1         |           |          |          |          |          |          |          |        |        |        |        |        |        |        | 1             |
| MLT Malta                |           |           |           |           |           |           |          |          |          | 1        | 1        |          |        |        |        |        |        |        |        | 2             |
| MDA Moldávia             |           |           | 1         |           |           |           |          |          |          |          |          |          |        |        |        |        |        |        |        | 1             |
| MNE Montenegro           | 1         |           |           |           |           |           |          |          | 1        |          |          |          |        |        |        |        |        |        |        | 2             |
| NED Países Baixos        | 1         |           |           |           |           |           | 1        | 1        |          |          |          | 1        | 1      |        |        |        |        |        |        | 3             |
| MKD Macedônia do Norte   |           |           | 1         |           |           |           |          |          |          |          |          |          |        |        |        |        |        |        |        | 1             |
| NOR Noruega              | 2         | 2         |           |           |           | 2         | 2        | 2        |          |          |          | 1        | 2      | 2      | 1      |        |        |        | 1      | 9             |
| POL Polônia              | 1         | 1         | 2         | 2         | 1         | 1         | 2        | 2        | 2        | 2        | 1        | 2        | 1      | 1      | 1      | 2      |        | 1      | 1      | 14            |
| POR Portugal             |           |           | 1         |           | 1         |           |          |          | 1        | 1        | 2        |          |        |        | 1      | 1      |        | 1      |        | 5             |
| ROU Romênia              | 1         |           |           |           |           |           | 2        |          | 1        |          | 1        | 1        | 1      |        |        |        |        |        |        | 6             |
| RUS Rússia               | 2         | 2         | 2         | 2         | 1         | 2         | 2        | 2        | 2        | 2        | 2        | 1        | 2      | 2      | 2      | 2      | 2      | 1      | 1      | 20            |
| SMR San Marino           |           |           |           |           | 1         |           |          |          |          |          | 1        |          |        |        |        |        |        | 1      |        | 2             |
| SRB Sérvia               | 2         | 2         | 2         |           | 1         |           | 2        | 2        | 2        | 2        |          |          | 2      |        | 2      |        |        |        |        | 11            |
| SVK Eslováquia           | 1         | 1         | 1         |           | 2         |           |          |          | 1        |          | 2        | 2        |        |        | 1      |        |        | 2      |        | 10            |
| SLO Eslovênia            |           | 1         |           |           | 2         |           | 2        | 2        |          |          | 1        |          |        | 1      |        |        |        | 1      |        | 6             |
| ESP Espanha              |           |           | 1         |           | 2         | 1         |          |          | 1        | 1        | 2        |          |        |        |        |        |        | 2      |        | 7             |
| SWE Suécia               | 1         | 1         | 1         |           |           | 2         | 2        | 1        |          |          |          | 1        | 1      | 1      |        |        |        |        | 1      | 7             |
| SUI Suíça                | 2         | 2         | 1         |           |           |           | 2        | 2        | 1        | 1        |          |          | 2      | 2      | 1      |        | 1      |        |        | 6             |
| TUR Turquia              |           |           | 1         | 2         | 2         |           |          |          |          |          | 1        | 1        |        |        |        |        |        | 1      |        | 7             |
| UKR Ucrânia              | 2         | 2         | 2         | 2         |           | 1         | 2        | 2        | 2        | 2        | 1        | 1        | 2      | 2      | 2      | 2      | 2      |        | 1      | 14            |
| Total: 46 NOCs           | 40        | 34        | 36        | 22        | 32        | 29        | 41       | 39       | 37       | 35       | 29       | 28       | 33     | 25     | 27     | 17     | 10     | 23     | 19     | 314           |

## Medalhistas
Os seguintes atiradores receberam medalhas.

### Masculino
| Evento                               | Ouro                         | Prata                                 | Bronze                         |
| ------------------------------------ | ---------------------------- | ------------------------------------- | ------------------------------ |
| Carabina de ar 10 m detalhes         | Sergey Richter ISR Israel    | Sergey Kamenskiy RUS Rússia           | Filip Nepejchal CZE Chéquia    |
| Carabina três posições 50 m detalhes | Sergey Kamenskiy RUS Rússia  | Yury Shcherbatsevich BLR Bielorrússia | István Péni HUN Hungria        |
| Pistola de ar 10 m detalhes          | Artem Chernousov RUS Rússia  | Oleh Omelchuk UKR Ucrânia             | Lauris Strautmanis LAT Letônia |
| Tiro rápido 25 m detalhes            | Oliver Geis GER Alemanha     | Jean Quiquampoix FRA França           | Clément Bessaguet FRA França   |
| Fossa olímpica detalhes              | David Kostelecký CZE Chéquia | Valerio Grazini ITA Itália            | Aaron Heading GBR Grã-Bretanha |
| Skeet detalhes                       | Stefan Nilsson SWE Suécia    | Tomáš Nýdrle CZE Chéquia              | Gabriele Rossetti ITA Itália   |

### Feminino
| Evento                               | Ouro                             | Prata                           | Bronze                        |
| ------------------------------------ | -------------------------------- | ------------------------------- | ----------------------------- |
| Carabina de ar 10 m detalhes         | Laura-Georgeta Coman ROU Romênia | Nina Christen SUI Suíça         | Nikola Mazurová CZE Chéquia   |
| Carabina três posições 50 m detalhes | Yulia Zykova RUS Rússia          | Nikola Mazurová CZE Chéquia     | Polina Khorosheva RUS Rússia  |
| Pistola de ar 10 m detalhes          | Zorana Arunović SRB Sérvia       | Anna Korakaki GRE Grécia        | Antoaneta Boneva BUL Bulgária |
| Tiro rápido 25 m detalhes            | Anna Korakaki GRE Grécia         | Heidi Diethelm Gerber SUI Suíça | Antoaneta Boneva BUL Bulgária |
| Fossa olímpica detalhes              | Silvana Stanco ITA Itália        | Jessica Rossi ITA Itália        | Fátima Gálvez ESP Espanha     |
| Skeet detalhes                       | Diana Bacosi ITA Itália          | Lucie Anastassiou FRA França    | Chiara Cainero ITA Itália     |

### Misto
| Evento                               | Ouro                                               | Prata                                               | Bronze                                          |
| ------------------------------------ | -------------------------------------------------- | --------------------------------------------------- | ----------------------------------------------- |
| Carabina de ar 10 m detalhes         | Sergey Kamenskiy Yulia Karimova RUS Rússia         | Vladimir Maslennikov Anastasia Galashina RUS Rússia | Filip Nepejchal Aneta Brabcová CZE Chéquia      |
| Carabina de ar 50 m deitado detalhes | Jan Lochbihler Nina Christen SUI Suíça             | Bernhard Pickl Franziska Peer AUT Áustria           | Kirill Grigoryan Polina Khorosheva RUS Rússia   |
| Pistola de ar 10 m detalhes          | Artem Chernousov Vitalina Batsarashkina RUS Rússia | Damir Mikec Zorana Arunović SRB Sérvia              | Christian Reitz Sandra Reitz GER Alemanha       |
| Pistola padrão 25 m detalhes         | Oliver Geis Doreen Vennekamp GER Alemanha          | Christian Reitz Monika Karsch GER Alemanha          | Olena Kostevych Pavlo Korostylov UKR Ucrânia    |
| Pistola 50 m detalhes                | Artem Chernousov Margarita Lomova RUS Rússia       | Lauris Strautmanis Agate Rašmane LAT Letônia        | Tsotne Machavariani Nino Salukvadze GEO Geórgia |
| Fossa olímpica detalhes              | Antonio Bailón Fátima Gálvez ESP Espanha           | Giovanni Pellielo Jessica Rossi ITA Itália          | Alexey Alipov Daria Semianova RUS Rússia        |
| Skeet detalhes                       | Gabriele Rossetti Chiara Cainero ITA Itália        | Riccardo Filippelli Diana Bacosi ITA Itália         | Jakub Tomeček Barbora Šumová CZE Chéquia        |

## Quadro de medalhas
| Ordem | País             | Medalha de ouro | Medalha de prata | Medalha de bronze |    |
| ----- | ---------------- | --------------- | ---------------- | ----------------- | -- |
| 1     | RUS Rússia       | 6               | 2                | 3                 | 11 |
| 2     | ITA Itália       | 3               | 4                | 2                 | 9  |
| 3     | GER Alemanha     | 2               | 1                | 1                 | 4  |
| 4     | CZE Chéquia      | 1               | 2                | 4                 | 7  |
| 5     | SUI Suíça        | 1               | 2                |                   | 3  |
| 6     | GRE Grécia       | 1               | 1                |                   | 2  |
|       | SRB Sérvia       | 1               | 1                |                   | 2  |
| 8     | ESP Espanha      | 1               |                  | 1                 | 2  |
| 9     | ISR Israel       | 1               |                  |                   | 1  |
|       | ROU Romênia      | 1               |                  |                   | 1  |
|       | SWE Suécia       | 1               |                  |                   | 1  |
| 12    | FRA França       |                 | 2                | 1                 | 3  |
| 13    | LAT Letônia      |                 | 1                | 1                 | 2  |
|       | UKR Ucrânia      |                 | 1                | 1                 | 2  |
| 15    | AUT Áustria      |                 | 1                |                   | 1  |
|       | BLR Bielorrússia |                 | 1                |                   | 1  |
| 17    | BUL Bulgária     |                 |                  | 2                 | 2  |
| 18    | GEO Geórgia      |                 |                  | 1                 | 1  |
|       | GBR Grã-Bretanha |                 |                  | 1                 | 1  |
|       | HUN Hungria      |                 |                  | 1                 | 1  |
| TOTAL | TOTAL            | 19              | 19               | 19                | 57 |